# Radu Afrim
Radu Afrim (ur. 2 czerwca 1968) – rumuński artysta fotografik i reżyser teatralny, zaliczany do najlepszych w swoim kraju.
Spektakl „Herr Paul” („Pan Paweł”) według Tankreda Dorsta w jego reżyserii został pokazany na Międzynarodowym Festiwalu Teatralnym „Demoludy” w Olsztynie.

## Życiorys
- absolwent wydziału reżyserii na Uniwersytecie Babesa i Bolyaia w Klużu-Napoce (2000)
- absolwent romanistyki na Uniwersytecie Babesa i Bolyaia w Klużu-Napoce (1995)

## Najważniejsze inscenizacje
- „First, you’re born” w Teatrze Narodowym w Jassach (2011)
- „Avalansa” w Teatrze Narodowym w Bukareszcie (2010)
- „Miriam W” w Teatrze Toma Caragiu w Ploeszti (2010)
- „Herr Paul” w Teatrul Tineretului w Piatra Neamț (2009)
- „Praça Roosevelt” w Teatrze Narodowym w Timișoarze (2009)
- „Poduszyciel” w Teatrze Maria Filotti w Braile (2008)
- „Mansarde à Paris ou les détours Cioran” w Kultur Fabrik w Luksemburgu (2007)
- „Opowieści o zwyczajnym szaleństwie” w Teatrul Tineretului w Piatra Neamț (2007)
- „Krum” w Teatrze Narodowym w Timișoarze (2006)
- „Thursdayparty” w Teatrze Odeon w Bukareszcie (2006)
- „Plastelina” w Teatrze Toma Caragiu w Ploeszti (2005)[2]
- „Adam Geist” w Teatrze Maria Filotti w Braile (2005)
- „David’s Boutique” w Teatrze Andrei Muresanu w Sfântu Gheorghe (2004)
- „Dlaczego dziecko gotuje się w mamałydze” w Teatrze Odeon w Bukareszcie (2003)
- „Kinky ZoOne” w Bukareszcie (2003)
- „Diogenes, the dog” w Jeune Theatre National & Maison Antoine Vitez w Paryżu (2002)
- „Electric Angel” w Teatrze ACT w Bukareszcie (2002)
- „eurOcean café” w Teatrze Grange de Dorigny w Lozannie (2001)
- „BluEscape” według twórczości Laurie Anderson w Tranzit House w (Klużu-Napoce) (2000)

## Wystawy fotograficzne
- Timișoara (2007)
- Kluż-Napoka (2002)
- Karlowe Wary (2001)

## Najważniejsze nagrody
- Europejska Nagroda Kultury 2009 przyznaną przez KulturForum Europa za „Choroba rodzinny M”[3]
- Coup de Coeur de la Presse Prize na festiwalu teatralnym w Awinionie za spektakl „Mansarde à Paris ou les détours Cioran” (2008)
- nagrody za najlepszą reżyserię Atelier Festival, Baia Mare (2006–2008)
- nagroda UNITER za „Thursdayparty” (najlepsza sztuka i najlepszy reżyser) (2007)
- nagroda UNITER za „Plastelinę” (najlepszy reżyser) (2006)
- nagroda Opera Prima Fundacji Anonimul (2004)
- nagroda CultuRAAL w Bystrzycy (2004)
- nagroda dla najlepszego reżysera na Festiwalu Atelier (2003)
- nagroda główna na Festiwalu Teatru Narodowego w Bukareszcie (2003)
- nagroda dla najlepszego reżysera na festiwalu teatralnym w Lozannie za „eurOcean café” (2001)
- nagroda główna na Festiwalu Grange de Dorigny w Lozannie za „BluEscape” (2001)